# Tkanina drukowana

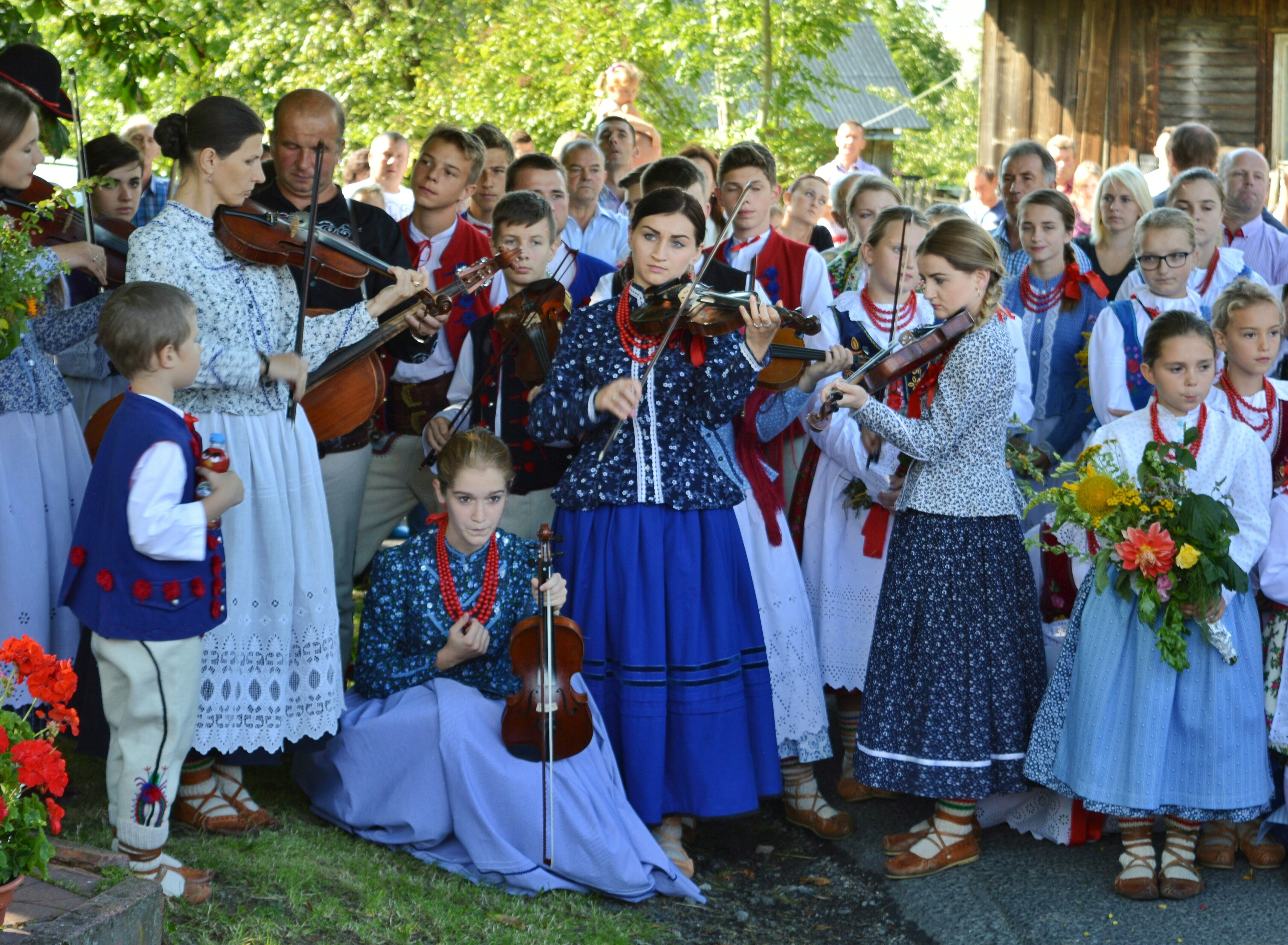
Tkanina drukowana w strojach górali żywieckich – zespół „Grojcowianie”

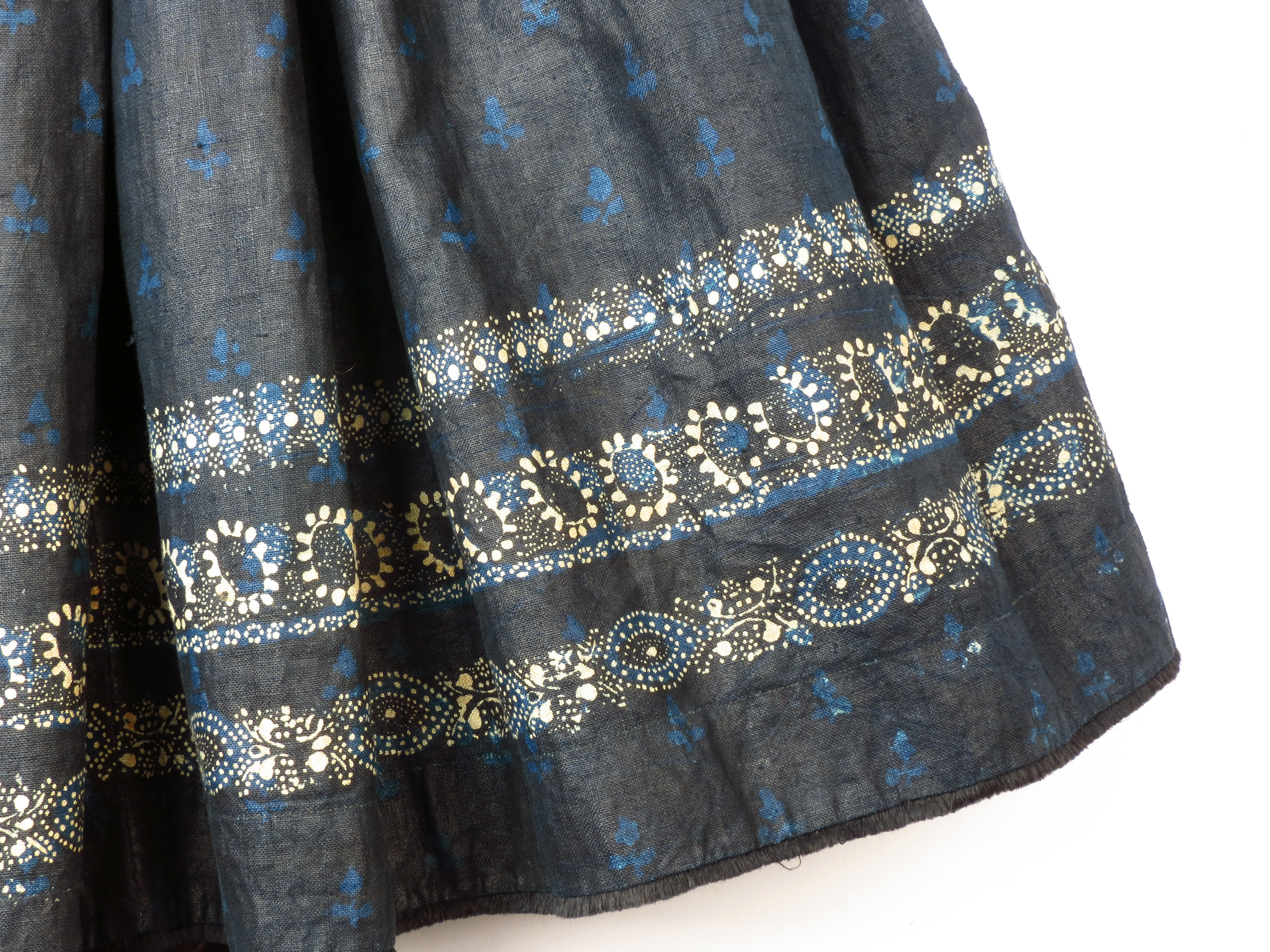
Spódnica „farbonica” – Podhale, 1947 rok, kolekcja Państwowego Muzeum Etnograficznego w Warszawie

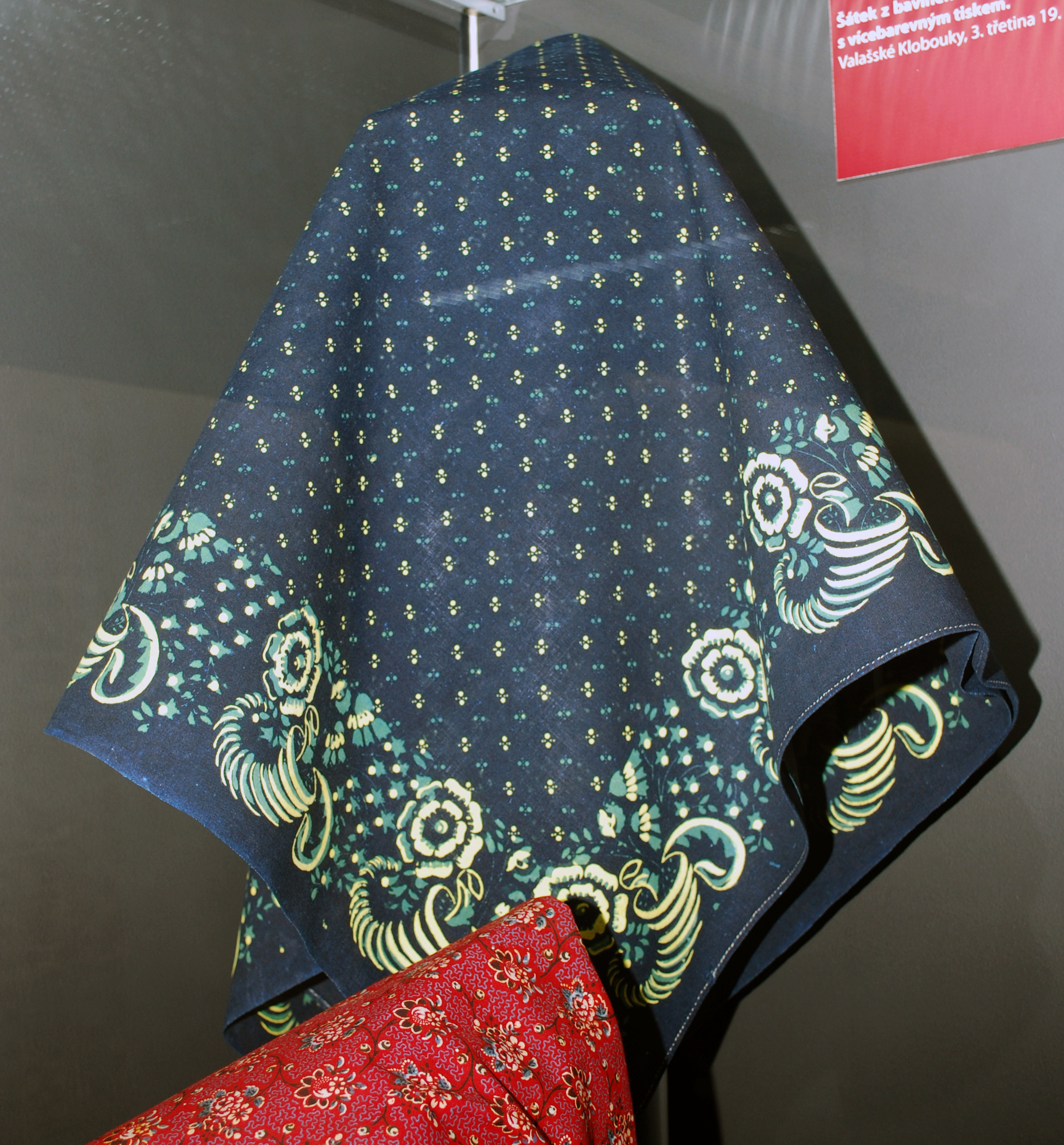
Chusta drukowana, Czechy XIX w., kolekcja Valašské muzeum v přírodě

Tkanina drukowana – tkanina lniana lub bawełniana, samodziałowa lub fabryczna z jasnym – zazwyczaj białym – wzorem.

## Cechy regionalne

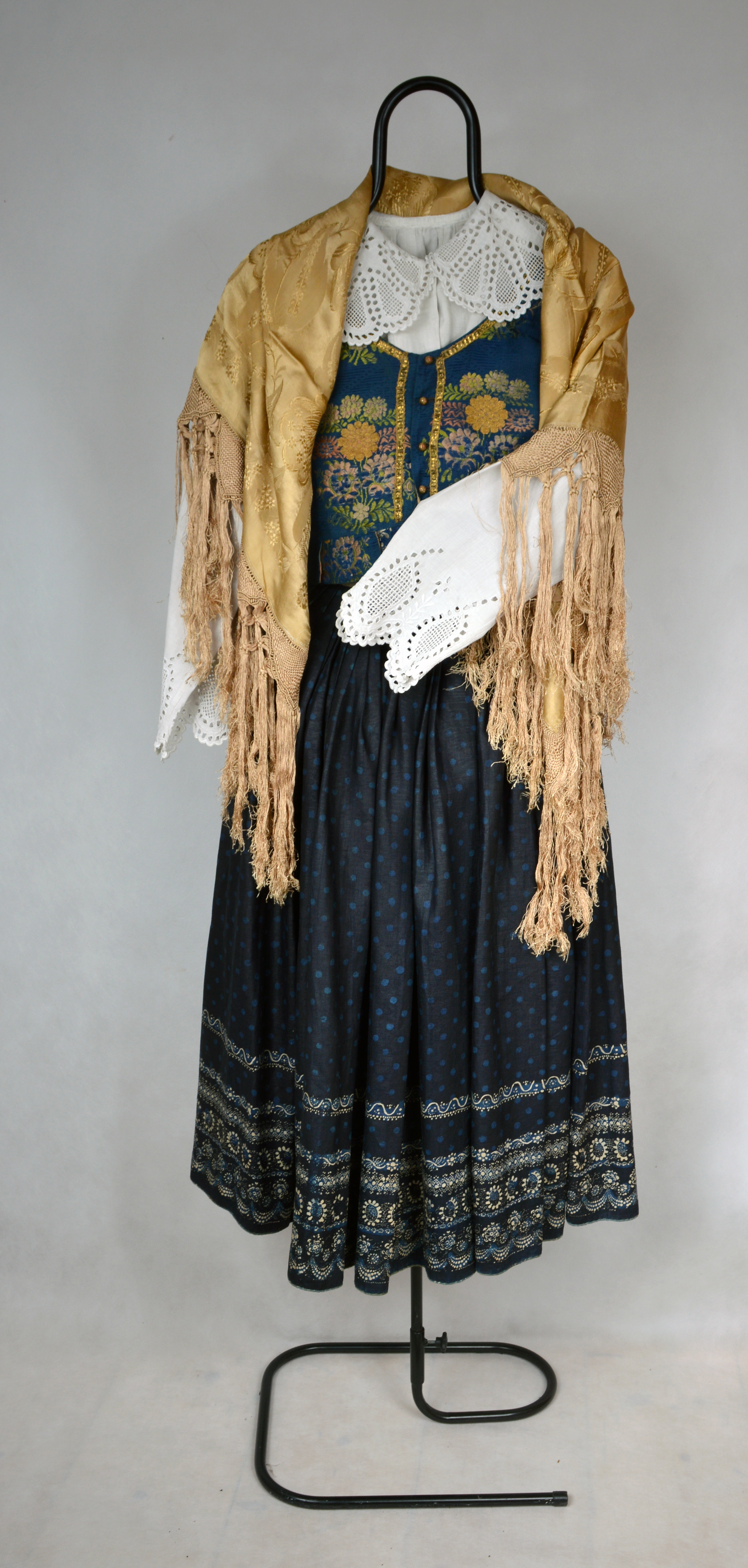
Spódnica z drukowanej tkaniny w stroju góralki podhalańskiej – kolekcja Muzeum Tatrzańskiego im. dra Tytusa Chałubińskiego w Zakopanem

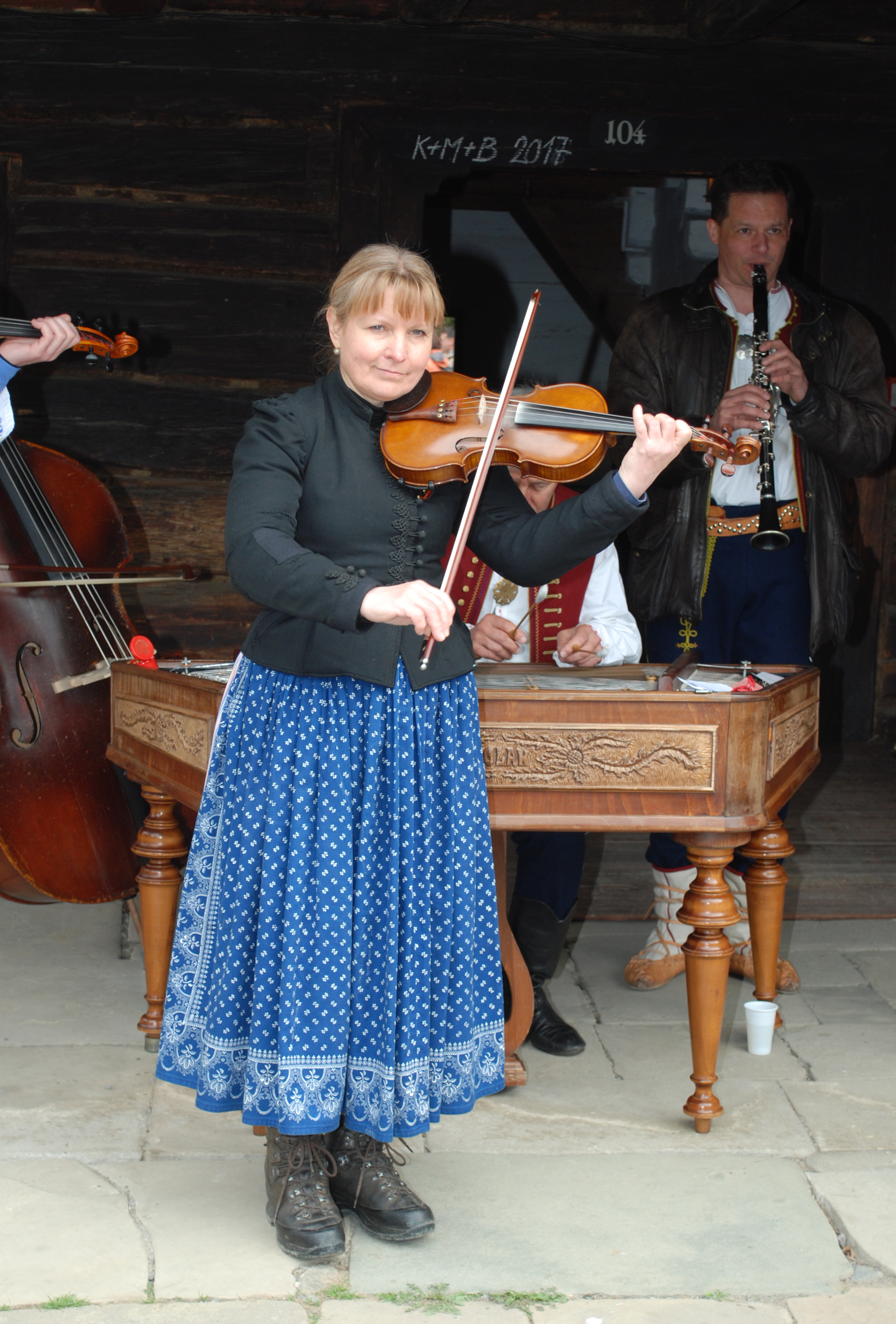
Skrzypaczka w tradycyjnej spódnicy z drukowanym wzorem – Czechy, 2017 rok

Produkowana była w różnych rejonach Europy, m.in. na Morawach, Spiszu i w Alzacji od XVIII wieku. Cechą łączącą tkaniny alzackie z wytwarzanymi w Europie Środkowej był kolor niebieski, od którego pochodzą zwyczajowe nazwy np. modrotisk – na Morawach, modrotlač – na Słowacji, blaudruck – w różnych regionach Niemiec, w Polsce górale żywieccy określają ją mianem siwizny, a na Podhalu spódnice z tej tkaniny wśród górali podhalańskich nazywa się farbonicą. Znaczny wzrost popularności tego typu tkanin przypadł na drugą połowę XIX wieku i wiązał się z rozwojem manufaktur tkackich. W związku z tym tkanina drukowana stała się tańsza i weszła na stałe jako tworzywo do ubioru tradycyjnego, między innymi na Wołoszczyźnie Morawskiej, Podhalu i Spiszu. Tkaniny te wykorzystywane były do wyrobu różnego rodzaju elementów kobiecego stroju ludowego: chust, koszul, a przede wszystkim spódnic i zapasek.
W 2018 roku tradycja wytwarzania tkaniny drukowanej w Austrii, Czechach, Niemczech, na Słowacji i na Węgrzech wpisana została na listę reprezentatywną niematerialnego dziedzictwa kulturowego ludzkości UNESCO.

## Technika wyrobu
Na uprzednio oczyszczoną z wszelkich zabrudzeń materię lnianą, później bawełnianą, tzw. klockiem drukarskim nakładano odpowiednio gęstą, nieprzepuszczającą masę. Po jej wyschnięciu tkaninę kąpano w zimnych roztworach z niebieskimi barwnikami – indygo – pozyskiwanymi z roślin. Chcąc uzyskać dwa kolory deseniu, po wyschnięciu klockami nakładano kolejną warstwę masy i ponownie kąpano w barwniku. Następnie suszono i prano, by pozbyć się zaschniętej masy. W miejscach, gdzie znajdowała się masa, tkanina pozostawała niezabarwiona. Masa, która była tajemnicą każdego farbiarza, nie mogła być ani za gęsta (bo nie spenetrowałaby tkaniny), ani za rzadka (gdyż nie pozostałaby na tkaninie). Tego typu technikę farbowania nazywa się batikową. Niektórzy farbiarze do wyrobu mas wykorzystywali wosk i błoto.
Klocek drukarski zbudowany był z dwóch połączonych ze sobą kołkami drewnianych deseczek. Jedna z nich miała stronę podrzeźbianą lub nabitą cienkimi metalowymi pręcikami. Ta powierzchnia była pozytywem powstającego na tkaninie obrazu (negatyw). Druga deseczka była przytwierdzona od góry i pełniła funkcję uchwytu. Klocek drukarski przygotowywany był przez samego farbiarza lub zamawiany u rzeźbiarza.

## Kolekcje muzealne
Elementy stroju kobiecego (chusty, spódnice) szytego z tkaniny drukowanej znajdują się m.in. w kolekcjach takich muzeów jakː Valašské muzeum v přírodě, Państwowe Muzeum Etnograficzne w Warszawie, Muzeum Tatrzańskie im. dra Tytusa Chałubińskiego w Zakopanem.
Klocki drukarskie są w kolekcji m.in. Muzeum Etnograficznego w Martinie (oddział Słowackiego Muzeum Narodowego). W polskiej literaturze przedmiotu stroje z tkaniny drukowanej nazywano np. właśnie w kontekście słowackim - drukowanicami.